# 金伯恩半島
金伯恩半島（羅馬化：Kinburnskyi pivostriv），又譯金本半島，是南烏克蘭的一个半岛，行政上该半岛隸屬於尼古拉耶夫州和赫尔松州。1855年10月17日，金伯恩半島上爆發金伯恩戰役，該戰役是克里米亚战争的一部分。
2022年俄罗斯入侵乌克兰后，该半岛被俄罗斯控制，由俄占赫尔松当局管辖。